# Shikoku (Hunderasse)
Der Shikoku (jap. 四国犬, Shikoku inu/ken) ist eine von der FCI anerkannte japanische Hunderasse (FCI-Gruppe 5, Sektion 5, Standard Nr. 319).

## Herkunft und Geschichtliches
Der Shikoku gehört zur japanischen Spitzfamilie. Anscheinend ist diese Hunderasse in Japan selbst entstanden, denn es wurden antike Keramikfiguren gefunden, die vermutlich diesen Typus darstellen sollen.
Der heutige Shikoku entstand aus einer Kreuzung von Smooth Chow und dem inzwischen ausgestorbenen Nippon Inu. Neben dem Akita gilt auch er als japanischer Nationalhund. Der Shikoku wurde auf der Insel Shikoku als Jagdhund gezüchtet und hauptsächlich zur Jagd auf Wildschweine in der Präfektur Kochi verwendet. Man nennt ihn deshalb manchmal Kochi-ken (‚Kochi-Hund‘). In Japan wird er auch als Tosa-inu/ken bezeichnet, was jedoch auch den Tosa-Kampfhund bezeichnet.

## Beschreibung

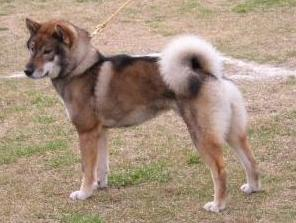
Shikoku Rot-sesam

Die Größe dieses sesamfarbenen Shikoku-inu (schwarz-sesam und rot-sesam) kann bis 55 cm betragen, mit geradem, dichtem Deckhaar von harter Struktur und dichter, weicher Unterwolle. Die Ohren sind spitztypisch klein und stehend nach vorne gerichtet. Die Rute ist hoch angesetzt, dick und kräftig, sie wird eingerollt über dem Rücken getragen.
Definition der Farbe Sesam: Gleichmäßige Mischung von weißen und schwarzen Haaren.
- Schwarz-sesam: Mehr schwarze als weiße Haare.
- Rot-sesam: Grundfarbe rot, Mischung mit schwarzen Haaren.

## Wesen
Wie viele Abkömmlinge des Chow ist er selbständig, eigensinnig und wachsam. Er ist ein leidenschaftlicher Jäger und ausgezeichneter Begleithund.